# Gainsbourg Percussions
Gainsbourg Percussions è il sesto album discografico del cantautore francese Serge Gainsbourg, pubblicato nel 1964.

## Tracce
Testo e musica di Serge Gainsbourg, eccetto dove indicato.
Lato A
1. Joanna - 1:59 (musica di Babatunde Olatunji)
2. Là-bas c'est naturel - 2:28
3. Pauvre Lola - 2:26 (musica di Miriam Makeba)
4. Quand mon 6,35 me fait les yeux doux - 1:50
5. Machins choses - 3:15
6. Les Sambassadeurs - 2:01

Lato B
1. New York U.S.A. - 2:17 (musica di Babatunde Olatunji)
2. Couleur Café - 2:12
3. Marabout - 2:08 (musica di Babatunde Olatunji)
4. Ces petits riens - 2:00
5. Tatoué Jérémie - 1:44
6. Coco and Co - 3:00

## Formazione
- Serge Gainsbourg - voce
- Alan Goraguer - piano, direzione artistica
- Christian Garros, André Arpino - batteria
- Pierre Michelot - contrabbasso
- Michel Portal - sax
- Eddy Louiss - organo
- France Gall - voce (non accreditata)
- Percussioni
- Coro